# Подколенная ямка

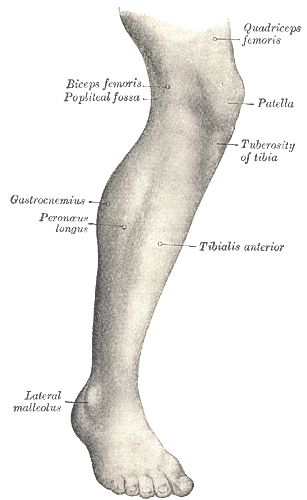
Подколенная ямка (popliteal fossa)

Подколенная ямка (лат. fossa poplitea) — большая часть колена или его внутренний сгиб. Представляет собой ромбовидной формы углубление, расположенное позади коленного сустава и заполненное жировой клетчаткой. Ограничено сверху и внутри сухожилиями полуперепончатой и полусухожильной мышц, сверху и снаружи — сухожилием двуглавой мышцы бедра, снизу — внутренней и наружной головками икроножной мышцы. Кожа подколенной ямки тонка, подвижна; в подкожном слое проходит малая подкожная вена и поверхностные нервы. Собственная фасция образует влагалище для сосудов и нервов. В жировой клетчатке располагаются большеберцовый и общий малоберцовый нервы, подколенная вена и подколенная артерия, прилежащая к капсуле коленного сустава. Лимфатические сосуды и узлы лежат по ходу подколенных сосудов.